# Liste von Grundgesetz-Kommentaren
Diese Liste stellt die Grundgesetz-Kommentare dar. Grundgesetz-Kommentare sind Werke, die als Gesetzeskommentare das Grundgesetz für die Bundesrepublik Deutschland zum Gegenstand haben. Die einzelnen Artikel des Grundgesetzes werden interpretiert, und es werden wissenschaftliche Arbeiten sowie Entscheidungen des Bundesverfassungsgerichts mit den dort abgegebenen Begründungen herangezogen.
Grundgesetz-Kommentare gibt es in Buchform (ein- und mehrbändig) sowie als Loseblattsammlung. Im Folgenden werden einige Grundgesetz-Kommentare vorgestellt. Die Reihenfolge richtet sich chronologisch nach dem Erscheinen der ersten Auflage.

## Bonner Kommentar
| Wolfgang Kahl, Christian Waldhoff, Christian Walter (Hrsg.): Bonner Kommentar zum Grundgesetz, Loseblattsammlung seit 1950, C.F. Müller Verlag, Heidelberg, ISBN 978-3-8114-1053-4 |
| --- |

Der Bonner Kommentar ist der älteste und umfangreichste Grundgesetz-Kommentar. Begründer ist der Protokollführer des Parlamentarischen Rates, Kurt Georg Wernicke. Die Loseblattsammlung füllt mittlerweile 25 Ordner.
Beiträge stammen unter anderem von Hans-Herbert von Arnim, Peter Badura, Ernst Benda, Christoph Degenhart, Johannes Dietlein, Matthias Herdegen, Paul Kirchhof, Michael Kloepfer, Wolfgang Löwer, Siegfried Magiera, Stefan Mückl, Dietrich Rauschning, Gerhard Robbers, Wolf-Rüdiger Schenke, Edzard Schmidt-Jortzig, Christian Seiler, Klaus Stern, Christian Tomuschat, Klaus Vogel und Christian Waldhoff.

## Huber–Voßkuhle (vormals v. Mangoldt–Klein–Starck)
| Huber / Voßkuhle (vormals v. Mangoldt / Klein / Starck) (Hrsg.): Kommentar zum Grundgesetz, seit 1953, C. H. Beck, München, 8. Aufl. 2024, ISBN 978-3-406-79230-4 |
| --- |

Die ersten vier Auflagen erschienen unter dem Titel Das Bonner Grundgesetz. Kommentar. Die erste Auflage erschien einbändig 1953, die zweite, die nach dem Tod von Hermann von Mangoldt durch Friedrich Klein weitergeführt wurde, erschien 1957–1974 in 3 Bänden. Von der 3. Auflage, die auf 14 Bände geplant war ISBN 3-8006-1091-4, erschienen in den Jahren 1985 bis 1996 nur die Bände 1 (Art. 1–5), 6 (Art. 38–49), 8 (Art. 70–75) und 14 (Art. 136–146). Die 4. Auflage erschien dreibändig in den Jahren 1999–2001.
Die 5. Auflage erschien ebenfalls in 3 Bänden im Jahr 2005 unter dem neuen Titel Kommentar zum Grundgesetz. Weitere Auflagen erschienen jeweils 3-bändig 2010 und 2018. Ab der 7. Ausgabe wird dieser im Beck Verlag von Andreas Voßkuhle und Peter M. Huber herausgegeben. Die 8. Auflage erscheint nicht wie ursprünglich geplant unter dem Titel v. Mangoldt, sondern unter dem Namen der Herausgeber als Huber/Voßkuhle, und umfasst ebenfalls drei Bände.
Neben solchen von den Herausgebern sind Artikel enthalten unter anderem von Susanne Baer, Michael Brenner, Claus Dieter Classen, Thomas von Danwitz, Johannes Dietlein, Michael Eichberger, Udo Fink, Christoph Gusy, Monika Hermanns, Sibylle Kessal-Wulf, Ferdinand Kirchhof, Doris König, Christine Langenfeld, Peter Müller, Andreas L. Paulus, Meinhard Schröder, Kyrill-Alexander Schwarz, Christian Starck und Heinrich Amadeus Wolff.

## Hamann–Lenz
| Andreas Hamann, Andreas Hamann jr., Helmut Lenz: Das Grundgesetz für die Bundesrepublik Deutschland vom 23. Mai 1949. Ein Kommentar für Wissenschaft und Praxis, seit 1956, 3. Aufl. 1970, Hermann Luchterhand Verlag, Neuwied |
| --- |

Der einbändige Kommentar, dessen 1. und 2. Auflage (1956 beziehungsweise 1961) von Andreas Hamann (1904–1964, Rechtsanwalt) stammte, wurde von dessen Sohn Andreas Hamann jr. (* 1934, später Vorsitzender Richter am Niedersächsischen Oberverwaltungsgericht) und Helmut Lenz (* 1932, damals Abteilungsleiter im hessischen Innen- und Justizministerium, ab 1979 Staatssekretär im hessischen Kultusministerium) weitergeführt.
Der Kommentar betont stärker als andere das Sozialstaatsprinzip des Grundgesetzes. Ihm wurde (bezogen auf den Kommentar zu Art. 9 Abs. 3) in einer Rezension die „Erhebung des politischen Programms der Gewerkschaften zum verfassungsrechtlichen Postulat“ vorgeworfen. Die Autoren des Kommentars halten Teile der Notstandsverfassung für mit Art. 79 Abs. 3 unvereinbar.

## Dürig/Herzog/Scholz (ehem. Maunz/Dürig)
| Günter Dürig, Roman Herzog, Rupert Scholz (Hrsg.): Grundgesetz. Kommentar, Loseblattsammlung seit 1958, Verlag C.H. Beck, München, ISBN 978-3-406-76744-9 |
| --- |

Die Kommentare zu den einzelnen Artikeln stammen von den drei Herausgebern sowie unter anderem von Peter Lerche, nach 1990 kamen unter anderem Peter Badura, Udo di Fabio, Matthias Herdegen, Hans Hugo Klein, Otto Depenheuer und Hans-Jürgen Papier hinzu.
Der bisherige Namensgeber Theodor Maunz gehörte der CSU an, hatte aber zuvor nach Kräften den NS-Staat gefördert und auch im Nachkriegsdeutschland Kontakte zu rechtsextremen Kreisen. Er trat 1964 nach Bekanntwerden seiner NS-Vergangenheit als bayerischer Kultusminister zurück, veröffentlichte aber bis zu seinem Tod 1993 unter Pseudonym Artikel in der rechtsextremen Nationalzeitung. Aus diesem Grund kündigte der Verlag im Juli 2021 an, den Kommentar mit der nächsten Ergänzungslieferung von Maunz/Dürig in Dürig/Herzog/Scholz umzubenennen.
Viele weitere Mitarbeiter des Maunz/Dürig gehören bzw. gehörten den Unionsparteien an, auch die übrigen stehen diesen größtenteils nahe. Der Kommentar gilt daher als deutlich konservativ geprägt.

## Schmidt-Bleibtreu/Hofmann/Henneke
| Bruno Schmidt-Bleibtreu, Hans Hofmann, Hans-Günter Henneke, Kommentar zum Grundgesetz, seit 1967, einbändig, Carl Heymanns Verlag, aktuell 15. Aufl. 2022, ISBN 978-3-452-29703-7 |
| --- |

Der Kommentar wurde 1967 von Bruno Schmidt-Bleibtreu, Ministerialdirektor im Bundesministerium der Finanzen a. D., und Franz Klein (†), Präsident des Bundesfinanzhofs a. D., begründet. Heute wird er herausgegeben von den Ministerialbeamten Hans Hofmann (Bundesinnenministerium) und Hans-Günter Henneke (Deutscher Landkreistag). Das Redaktionsteam besteht aus 20 Autoren aus Wissenschaft und Praxis (Professoren, Richter, Rechtsanwälte und Ministerialbeamte). Der Kommentar ist einbändig und hat über 3000 Seiten. Aktuell ist die 15. Auflage (2022).
Der Kommentar richtet sich vor allem an Studierende und an praktizierende Juristen (Richter, Anwälte, Verwaltung). Im Mittelpunkt der Kommentierung stehen nicht wissenschaftliche Sondermeinungen, sondern die für die Staatspraxis entscheidende Rechtsprechung des Bundesverfassungsgerichts sowie das grundlegende juristische Schrifttum.

## Münch–Kunig
| Ingo von Münch, Philip Kunig (Begr.), Jörn-Axel Kämmerer und Markus Kotzur (Hrsg.): Grundgesetz-Kommentar, seit 1974; die aktuelle 7. Auflage (2021) besteht aus zwei Bänden, Verlag C.H. Beck, München, ISBN 978-3-406-73590-5 |
| --- |

Ingo von Münch war in der 6. – wie bereits in der 5. – Auflage nur noch mit dem Kapitel Vorbemerkungen zu den Art. 1–19 vertreten. Der Kommentar wird seit der 7. Auflage (2021) von Jörn-Axel Kämmerer und Markus Kotzur herausgegeben. Zu den aktuellen Bearbeitern gehören neben den Herausgebern unter anderem Andreas von Arnauld, Helmut Aust, Ariane Berger, Christian Ernst, Elke Gurlit, Andreas Kerkemeyer, Anika Klafki, Ute Mager, Mario Martini, Frank Saliger, Paulina Starski, Rudolf Wendt und Daniela Winkler.

## Hesselberger
| Dieter Hesselberger: Das Grundgesetz. Kommentar für die politische Bildung, seit 1975, gebundene 13. Auflage 2003, danach nicht mehr aufgelegt, Hermann Luchterhand Verlag, Neuwied, ISBN 3-89331-498-9 (auch bei bpb sowie versch. Landeszentralen) |
| --- |

Im Gegensatz zu den übrigen in diesem Artikel verzeichneten Grundgesetz-Kommentaren, die sich an Juristen richten, soll der Hesselberger für den Laien verständlich sein und für den Schulunterricht und die außerschulische politische Bildung verwendet werden. Eine Lizenzausgabe wurde als Band 409 der Schriftenreihe der Bundeszentrale für Politische Bildung veröffentlicht. Alexander Hollerbach kommentierte die kirchenrechtlichen Artikel, alle übrigen Artikel stammen von Hesselberger.
Nachdem der Hesselberger nach dem Tod des Verfassers 2003 nicht mehr neu aufgelegt worden war, erschien 2008 mit dem Gramm–Pieper ein ähnlich konzipierter Kommentar.

## Alternativkommentar
| Kommentar zum Grundgesetz für die Bundesrepublik Deutschland, seit 1984, 2 Auflagen in Buchform (jeweils 2-bändig), hrsg. von Richard Bäumlin und Axel Azzola; ab der 3. Aufl. als Loseblattsammlung, hrsg. von Erhard Denninger, Wolfgang Hoffmann-Riem, Hans-Peter Schneider und Ekkehart Stein; Hermann Luchterhand Verlag, Neuwied, ISBN 3-472-03584-6 |
| --- |

Der Alternativkommentar „fühlt sich einem freiheitlichen Pluralismus verpflichtet. Er ist bemüht, über die systematische Aufbereitung des geltenden Verfassungsrechts hinaus die historischen und gesellschaftlichen Prämissen und Folgen der Rechtsnormen und ihrer Auslegung einzubeziehen sowie die maßgebenden sozialen, wirtschaftlichen und politischen Interessen aufzudecken.“ (Vorwort zur 3. Auflage)
Neben den Herausgebern gehören zu den Autoren unter anderem Michael Bothe, Hans Peter Bull, Marion Eckertz-Höfer, Jürgen Jekewitz, Jutta Kramer, Ernst Gottfried Mahrenholz, Ulrich K. Preuß, Jens-Peter Schneider, Rudolf Wassermann und Manfred Zuleeg.

## Jarass–Pieroth
| Hans D. Jarass, Bodo Pieroth: Grundgesetz. Kommentar, seit 1989; die aktuelle 16. Auflage erschien 2020; Verlag C.H. Beck, München, ISBN 978-3-406-74875-2 |
| --- |

Der erstmals 1989 erschienene und von Hans Dieter Jarass und Bodo Pieroth bearbeitete Kommentar präsentiert in komprimierter und systematischer Form die Rechtsprechung des Bundesverfassungsgerichts sowie der anderen Bundesgerichte. Im Bereich der Literatur werden insbesondere Kommentare und Handbücher ausgewertet.

## Sachs
| Michael Sachs (Hrsg.): Grundgesetz. Kommentar, seit 1996; die aktuelle und vervollständigte 9. Auflage erschien 2021; Verlag C.H. Beck, München, ISBN 978-3-406-75503-3 |
| --- |

Der Kommentar bietet eine konzentrierte und breit fundierte Darstellung des Grundgesetzes in einem Band von mehr als 2.500 Seiten.
Autoren der 5. Auflage sind: Ulrich Battis, Herbert Bethge, Heinz Joachim Bonk, Christian von Coelln, Christoph Degenhart, Steffen Detterbeck, Armin Dittmann, Dirk Ehlers, Wilfried Erbguth, Wolfram Höfling, Peter M. Huber, Jörn Ipsen, Thorsten Koch, Juliane Kokott, Jörg-Detlef Kühne, Siegfried Magiera, Thomas Mann, Dietrich Murswiek, Michael Nierhaus, Martin Oldiges, Lerke Osterloh, Martin Pagenkopf, Gerhard Robbers, Michael Sachs, Arnulf Schmitt-Kammler, Carola Schulze, Helmut Siekmann, Rudolf Streinz, Gerd Sturm, Rudolf Wendt, Kay Windthorst.
Frühere, inzwischen verstorbene Bearbeiter waren Hartmut Krüger, Jörg Lücke und Peter J. Tettinger.

## Dreier
| Horst Dreier (Hrsg.): Grundgesetz. Kommentar, seit 1996, 3 Bände; die aktuelle 4. Auflage wurde 2023 herausgegeben von Frauke Brosius-Gersdorf; Mohr Siebeck Verlag, Tübingen, ISBN 978-3-16-158215-8 |
| --- |

Neben dem Herausgeber sind Autoren der 2. Auflage Hartmut Bauer, Rolf Gröschner, Georg Hermes, Werner Heun, Johannes Masing, Martin Morlok, Ingolf Pernice, Helmuth Schulze-Fielitz, Rupert Stettner, Joachim Wieland und Fabian Wittreck.

## Reich / Magdeburger Kommentar
| Andreas Reich: Magdeburger Kommentar zum Grundgesetz für die Bundesrepublik Deutschland, 1998, in Buchform, einbändig, Verlag Karl Heinrich Bock, Bad Honnef, ISBN 3-87066-492-4 |
| --- |

Der von Andreas Reich, einem ehemaligen Ministerialrat des Gesetzgebungs- und Beratungsdienstes beim Landtag von Sachsen-Anhalt, verfasste Kommentar soll die Perspektive des Praktikers aus der parlamentarischen Arbeit in Ostdeutschland vertreten.

## Berliner Kommentar
| Karl Heinrich Friauf, Wolfram Höfling, Berliner Kommentar zum Grundgesetz, Loseblattsammlung seit 2000, Erich Schmidt Verlag, Berlin, ISBN 3-503-05911-3 |
| --- |

Zu den Bearbeitern der einzelnen Artikel zählen neben den Herausgebern unter anderem Volker Busse, Wolfgang Durner, Christoph Enders, Thomas Groß und Bernd Grzeszick. Eine Reihe von Artikeln waren 2010 noch unbearbeitet.

## Umbach–Clemens / Mitarbeiterkommentar
| Dieter C. Umbach, Thomas Clemens (Hrsg.): Grundgesetz. Mitarbeiterkommentar und Handbuch, 2002, 2 Bände; C.F. Müller Verlag, Heidelberg, ISBN 3-8114-3095-5 |
| --- |

Neben den Herausgebern haben unter anderem Dieter Deiseroth, Christian Dicke, Günter Langrock, Rüdiger Rubel, Gunnar Folke Schuppert, Dorothee Weckerling-Wilhelm und Heinrich Amadeus Wolff Beiträge verfasst; als Verfasser der kurzen Kommentare zu den weggefallenen Grundgesetz-Artikeln 49, 59a, 142, zu dem gegenstandslos gewordenen Art. 132 sowie als Mitverfasser des Kommentars zu Art. 145 wird der fiktive Jurist Friedrich Gottlob Nagelmann angegeben.
Nahezu alle Autoren sind bzw. waren wissenschaftliche Mitarbeiter beim Bundesverfassungsgericht.

## Gramm–Pieper
| Christof Gramm, Stefan Ulrich Pieper: Grundgesetz. Bürgerkommentar, Antworten der Verfassung auf gesellschaftliche Fragen, seit 2008. 3. Auflage, Nomos Verlag, Baden-Baden 2015, ISBN 978-3-8487-1942-6, oder Bundeszentrale für politische Bildung, Bonn 2015, Schriftenreihe (Bd. 1643). |
| --- |

Christof Gramm und Stefan Ulrich Pieper verfassten 2008 (Neuauflage 2015) einen Nachfolger für den nicht mehr aufgelegten Hesselberger-Kommentar für breite Leserschichten. Dieser in leicht verständlicher Sprache formulierte Bürgerkommentar richtet sich an Menschen im politischen Alltag, in der Schule oder am Beginn eines juristischen oder politikwissenschaftlichen Studiums. Er setzt keine juristischen Kenntnisse voraus. Er orientiert sich nicht an der Reihenfolge der einzelnen Grundgesetzartikel, sondern an thematischen Zusammenhängen. So werden querschnittartig in zwölf Kapiteln die wichtigsten Sachthemen und jeweiligen verfassungsmäßigen Leitideen des Grundgesetzes, der Verfassungstext und die Verfassungswirklichkeit dargestellt und ihre alltägliche Bedeutung erörtert. Kritische Überlegungen und Antworten auf häufig gestellte Fragen runden den Band ab, der bei der Bundeszentrale für politische Bildung (bpb) für jedermann erhältlich ist.
Christof Gramm (* 1958) war im Bundesjustizministerium und Bundesverteidigungsministerium tätig und von 2015 bis 2020 Präsident des Militärischen Abschirmdienstes, Stefan Ulrich Pieper (* 1959) leitet das Referat Verfassung und Recht im Bundespräsidialamt und ist Professor an der Universität Münster.

## Epping–Hillgruber
| Volker Epping, Christian Hillgruber: Grundgesetz. Kommentar, seit 2009. 3. Auflage, Verlag C. H. Beck, München 2020, ISBN 978-3-406-74715-1 |
| --- |

An dem einbändigen, in der 3. Auflage fast 2300 Seiten umfassenden, Kommentar wirkten neben den Herausgebern unter anderem auch Peter Axer, Christoph Enders, Bernd Grzeszick, Wolff Heintschel von Heinegg, Bernhard Kempen, Uwe Kischel, Winfried Kluth, Hanno Kube, Gerd Morgenthaler, Stefan Ulrich Pieper, Henning Radtke, Barbara Remmert, Franz Schemmer und Arnd Uhle mit.
In die Schlagzeilen geriet der Kommentar 2022 aufgrund der Mitwirkung des ehemaligen Präsidenten des Bundesamtes für Verfassungsschutz Hans-Georg Maaßen, der die Artikel 16 (Staatsangehörigkeit) und 16a (Asylrecht) kommentieren sollte. Dies wurde aufgrund der Nähe Maaßens zur AfD und zur Querdenkerszene von verschiedenen Juristenverbänden kritisiert. Trotz der Kritik hielt der Verlag C. H. Beck zunächst an der Zusammenarbeit mit Maaßen fest; aus Protest dagegen kündigte Stefan Huster seine Mitwirkung auf. Nachdem der Verlag versuchte, die Zusammenarbeit zu beenden, tat dies Maaßen im Januar 2023.
Volker Epping (* 1959) ist Professor für Öffentliches Recht, Völker- und Europarecht an der Universität Hannover. Christian Hillgruber (* 1963) ist Professor für Öffentliches Recht an der Universität Bonn.

## Sonstige Kommentare
Noch nicht oben aufgeführt, in alphabetischer Reihenfolge:
- Michael Blank, Helmut Fangmann, Ulrich Hammer: Grundgesetz. Basiskommentar. 2. Aufl. 1996, ISBN 3-7663-2585-X
- Friedrich Giese, Egon Schunck: Grundgesetz für die Bundesrepublik Deutschland vom 23. Mai 1949. Kommentar, nebst Nachtrag. 9. Aufl. 1976
- Dieter Hömig, Karl-Heinz Seifert, Michael Antoni: Grundgesetz für die Bundesrepublik Deutschland. 9. Aufl. 2010, ISBN 978-3-8329-5272-3
- Gerhard Leibholz, Hans-Justus Rinck, Dieter Hesselberger: Grundgesetz für die Bundesrepublik Deutschland. Kommentar; Rechtsprechung des Bundesverfassungsgerichts. Loseblattausgabe, ISBN 3-504-10592-5
- Otto Model, Klaus Müller: Grundgesetz für die Bundesrepublik Deutschland. Taschenkommentar für Studium und Praxis, 11. Aufl. 1996, ISBN 3-452-21698-5
- Peter Schade: Grundgesetz mit Kommentierung. 1. Aufl. 1990, 8. Aufl. 2010, ISBN 978-3-8029-7176-1
- Helge Sodan: Grundgesetz (= Beck'sche Kompakt-Kommentare). 5. wesentlich überarbeitete  Auflage. C.H. Beck, München 2024, ISBN 978-3-406-81603-1 (freier Vollzugang).

Kein Grundgesetz-Kommentar im engeren Sinne ist:
- Georg M. Oswald: Das Grundgesetz. Ein literarischer Kommentar. 1. Aufl. 2022, ISBN 978-3-406-79032-4[16]

### Allgemein
- Jürgen Schwabe: Grundkurs Staatsrecht, 5. Aufl. 1995, ISBN 3-11-014633-9, S. 10.
- Sieghart Ott: Über zwei neue Kommentare zum Grundgesetz. In: Vorgänge, Jg. 41.2002, S. 138–142.
- Christian Tietje: Kommentierungen des Grundgesetzes im Prozess seiner Internationalisierung. In: Die Verwaltung, Jg. 36.2003, S. 239–255.
- Friedrich Karl Fromme: Lies keine Leitartikel, mein Sohn, lies die Kommentare. Sie sind nach Karlsruher Urteilen zwar auch manchmal Makulatur, werden aber mit jeder Auflage noch genauer: Lektüre für Verfassungsorgane und Staatsbürger. In: Frankfurter Allgemeine Zeitung vom 13. Oktober 2005, S. 37.
- Dietmar Willoweit (Hrsg.): Rechtswissenschaft und Rechtsliteratur im 20. Jahrhundert. Mit Beiträgen zur Entwicklung des Verlages C.H.Beck, 2007, ISBN 978-3-406-55820-7.

### Zum Maunz–Dürig
- Ernst-Wolfgang Böckenförde: Die Würde des Menschen war unantastbar. Abschied von den Verfassungsvätern: die Neukommentierung von Artikel 1 des Grundgesetzes markiert einen Epochenbruch. In: Frankfurter Allgemeine Zeitung, 3. September 2003, S. 33 u. 35, auch abgedruckt in: Glanzlichter der Wissenschaft, Jg. 2003, ISBN 3-8282-0242-X (zum Kommentar von Matthias Herdegen zu Art. 1).
- Robert Leicht: Wahret die Anfänge! Bislang galt die Menschenwürde als unantastbar. Ein neuer Kommentar des Grundgesetzes bricht das Tabu. In: Die Zeit, Nr. 38/2003, S. 9; zum Kommentar von Matthias Herdegen zu Art. 1.
- Peter Lerche: Maunz/Dürig, Grundgesetz. In: Dietmar Willoweit (Hrsg.): Rechtswissenschaft und Rechtsliteratur im 20. Jahrhundert. Mit Beiträgen zur Entwicklung des Verlages C.H.Beck, 2007, ISBN 978-3-406-55820-7, S. 1019–1026.